# فخر نوك
فخر نوك (بالإنجليزية: Nuuk Pride)‏ هو مهرجان ومسيرة فخر للمثليين والمثليات ومزدوجي التوجه الجنسي والمتحولين جنسياً (إل جي بي تي) يُعقد في شهر يونيو من كل عام في مدينة نوك بجرينلاند.
تجمع هذه الفعالية الملونة والاحتفالية ما بين القضايا السياسية والحفلات الموسيقية والأفلام والعروض ومسيرة فخر وغيرها من الترتيبات المختلفة. مكان الانعقاد الرئيسي هو في كاتواك وسط المدينة. عادةً ما تبدأ فعاليات المهرجان بالترتيبات المُخطط لها وتبلغ ذروتها مع بدأ المسيرة. في المرة الأولى من عقد المهرجان شارك حوالي 1000 مثلي ومثلية ومزدوجي ميول جنسية ومتحولين جنسياً ومناصرين لهم في المسيرة على العربات ذات المنصات ورافعين الأعلام.

## تاريخ
بدأ عقد فخر نيوك عام 2010. وأصبح بعد ذلك يُعقد في المدينة سنوياً.

## وصلات خارجية
- Pride arrangement and book publishing 2014 on Katuaq (danish)